# Emy Machnow
Emy Machnow est une nageuse suédoise née le 1er septembre 1897 à Stockholm et morte le 23 novembre 1974 à Malmö.

## Biographie
Aux Jeux olympiques d'été de 1920 à Anvers, Emy Machnow est médaillée de bronze du relais 4x100 mètres nage libre.